# Aleksandar Okolić
Aleksandar Okolić (Modriča, 26 giugno 1993) è un pallavolista serbo, centrale del České Budějovice.

## Carriera

### Club
La carriera di Aleksandar Okolić inizia nella stagione 2008-09 quando entra a far parte della Stella Rossa, in Superliga: resta legato al club di Belgrado per otto stagioni vincendo cinque scudetti, altrettante Coppe di Serbia e quattro Supercoppe. Nella stagione 2016-17 viene ingaggiato dallo Charlottenburg di Berlino per un biennio, nella 1. Bundesliga tedesca, con cui vince due scudetti. Nel campionato 2018-19 passa al PAOK, nella Volley League greca, vincendo la coppa nazionale.
Per l'annata 2019-20, a stagione già iniziata, si accasa alla Powervolley Milano, nella Superlega italiana, mentre nell'annata seguente rientra nella massima divisione greca, questa volta per difendere i colori dell'Olympiakos, con cui si aggiudica lo scudetto. Approda quindi in Russia nel campionato 2021-22, ingaggiato dal Gazprom-Jugra: disputa appena sette incontri di Superliga, rimediando un infortunio al ginocchio, che lo costringe a un lungo stop e a lasciare il club.
Superato l'infortunio, per la stagione 2021-22 fa ritorno alla Stella Rossa di Belgrado, mentre l'annata seguente viene ingaggiato dalla squadra azera dello Xarı Bülbül: a stagione in corso si trasferisce tuttavia in Repubblica Ceca al České Budějovice, con il quale conquista lo scudetto.

### Nazionale
Fa parte delle nazionali giovanili serbe e, in particolare, con quella under 19 vince nel 2011 la medaglia d'oro sia al campionato europeo che a quello mondiale.
Nel 2015 ottiene le prime convocazioni nella nazionale maggiore, aggiudicandosi alla World League la medaglia d'argento nell'edizione 2015 e quella d'oro nell'edizione 2016. In seguito vince la medaglia di bronzo al campionato europeo 2017, seguita da quella d'oro nell'edizione 2019 del torneo.

## Palmarès

### Club
- Campionato serbo: 5

2011-12, 2012-13, 2013-14, 2014-15, 2015-16
- Campionato tedesco: 2

2016-17, 2017-18
- Campionato greco: 1

2020-21
- Campionato ceco: 1

2023-24
- Coppa di Serbia: 5

2008-09, 2010-11, 2012-13, 2013-14, 2015-16
- Coppa di Grecia: 1

2018-19
- Supercoppa serba: 4

2011, 2012, 2013, 2014

### Nazionali (competizioni minori)
- Campionato europeo under 19 2011
- Campionato mondiale under 19 2011
- Memorial Hubert Wagner 2016